# Finca Vallejo
La Finca Vallejo es una casa histórica en Sonoma, California, uno de los seis sitios que conforman el Parque Histórico Estatal de Sonoma. La finca fue propiedad del general Mariano Guadalupe Vallejo, líder militar y terrateniente californiano . Vallejo comenzó a comprar terreno para la casa tras regresar de la convención constitucional de California en Monterey en 1849, y residió en ella desde 1852 hasta su muerte en 1890. La bautizó como Lachryma Montis (lágrima de montaña), una traducción aproximada al latín de Chiucuyem (montaña que llora), el nombre nativo americano del manantial de la propiedad.

## Desarrollo del patrimonio

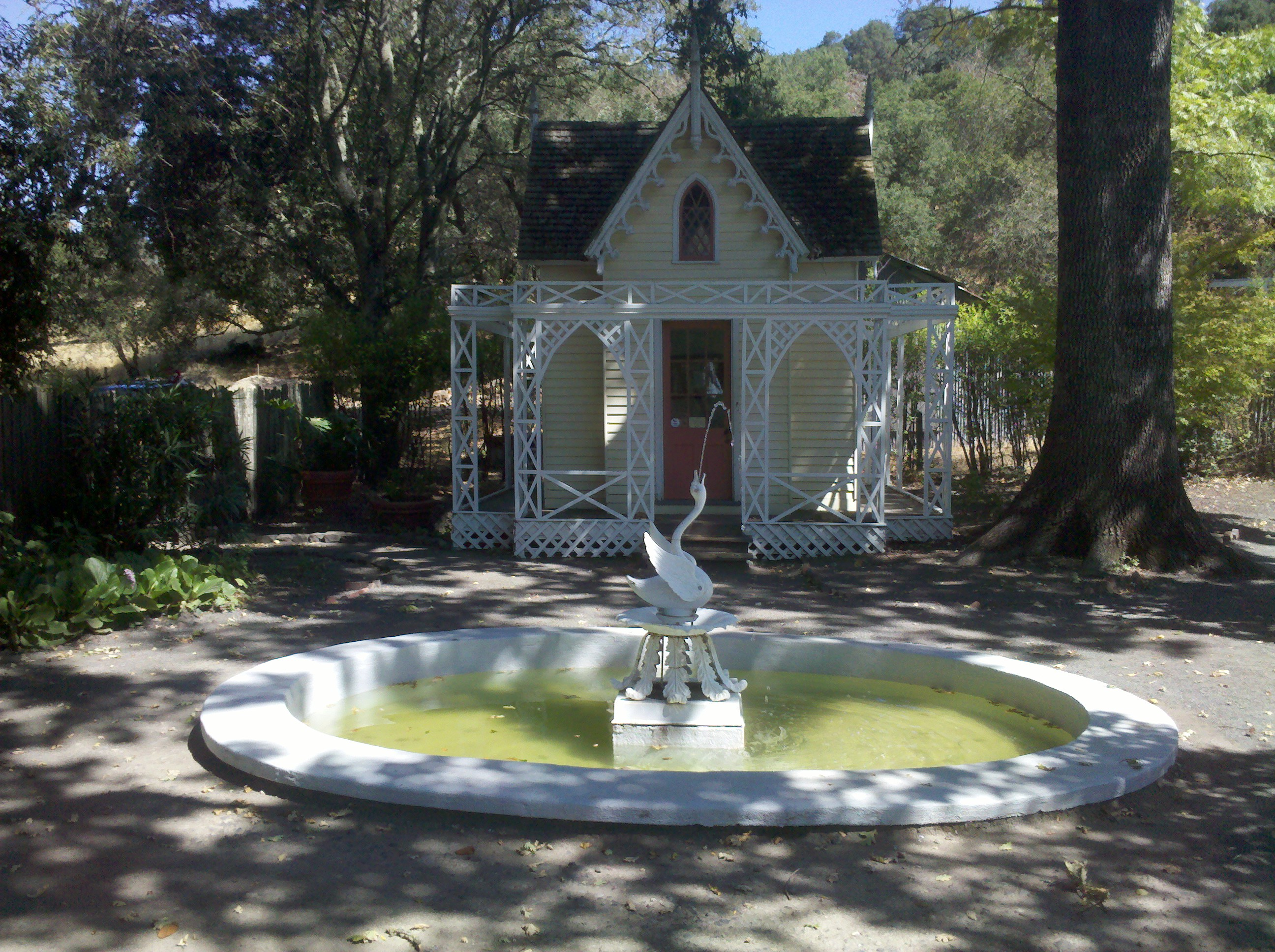
El Delirio, una pequeña locura de jardín.

La casa de Vallejo se construyó junto al manantial y su piscina entre 1851 y 1852. La casa de dos pisos con estructura de madera fue prefabricada, diseñada y construida en la costa este de Estados Unidos. Fue embarcada alrededor del Cabo de Hornos en un velero y luego ensamblada en su ubicación actual. El diseño era de estilo gótico carpintero victoriano, resaltado por una gran ventana gótica en el dormitorio principal, dos porches, buhardillas y una elaborada moldura de madera tallada a lo largo de los aleros. Se colocaron ladrillos en el interior de las paredes de la casa para mantenerla cálida en invierno y fresca en verano.  El aislamiento con adobe era un material que Vallejo consideraba práctico en el clima de California.  El mobiliario era ecléctico, representando la herencia española y mexicana de Vallejo, el comercio con China y los estilos populares entre los estadounidenses. Cada habitación tenía su propia chimenea de mármol blanco. Las lámparas de araña de cristal, las cortinas de encaje y muchos otros muebles, incluido el elegante piano de cola de concierto de palisandro, fueron importados de Europa.
La finca incluía pabellones y otras dependencias, un granero grande y viviendas para el personal de servicio. La Casa del Cocinero era una construcción rectangular de madera de tres habitaciones situada detrás de la casa principal. El cocinero vivía en una habitación, mientras que las otras dos se utilizaban para preparar y cocinar alimentos. El Delirio es una pequeña estructura de madera en el jardín junto a la casa principal. Servía de refugio para la familia Vallejo y sus invitados. En 1852 se construyó un almacén especial, de otro estilo arquitectónico, para almacenar vino, fruta y otros productos. La madera original se cortó y numeró en Europa y se envió a California. Los ladrillos llegaron alrededor del cabo de Hornos como lastre en los barcos de vela. Con el tiempo, el edificio se convirtió en vivienda y pasó a conocerse como el "Chalet Suizo". Se trasplantaron vides al nuevo emplazamiento, junto con una maravillosa variedad de árboles frutales y arbustos ornamentales. El camino de entrada, de 400 metros de largo, estaba bordeado de álamos y rosas castellanas. Una pérgola cubierta de vides daba sombra a un amplio sendero alrededor de la piscina donde brotaba el manantial, y varias fuentes decorativas y encantadoras dependencias también adornaban el terreno.

## Vivir en la finca

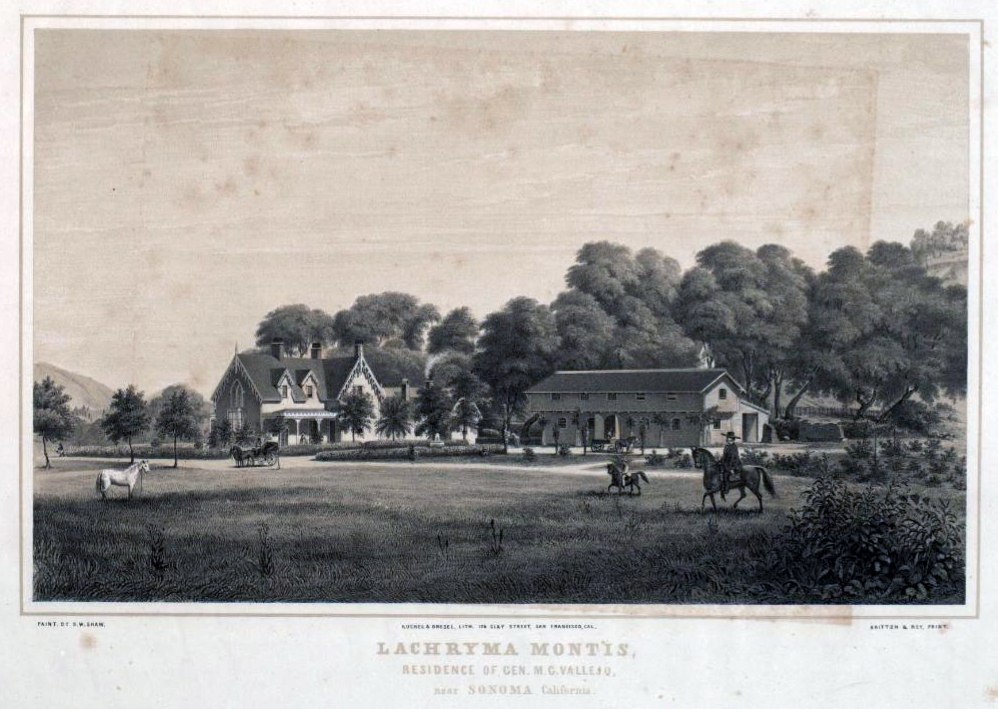
LachrymaMontis

Vallejo y su familia se mudaron a Lachryma Montis en 1852. Él y su esposa vivieron allí durante más de 35 años. A medida que Vallejo sufría una serie de dificultades económicas, se vieron obligados a vivir cada vez con mayor tranquilidad y modestia. Finalmente, perdió casi todas sus vastas propiedades e incluso se vio obligado a vender el viñedo y otras hectáreas no esenciales de la finca. 
Durante las décadas de 1850 y 1860, Vallejo se convirtió en un líder de la incipiente industria vinícola de California. Estableció más viñedos y se convirtió en uno de los primeros vinicultores comerciales de la región. En la década de 1870, la filoxera devastó sus viñedos y las esperanzas de Vallejo de producir vino. 
En 1873, firmó un acuerdo con dos socios para abastecer de agua del estanque a los habitantes de Sonoma mediante tuberías de secuoya. Esto le aseguró ingresos regulares.  En 1881, vendió una servidumbre de paso al Ferrocarril del Valle de Sonoma, dividiendo su propiedad en dos. 

## Años posteriores
En 1933, el Estado adquirió la casa Vallejo y unas 20 acres del terreno original para proteger y preservar este sitio histórico y su colección de artefactos y documentos históricos. El 29 de junio de 1972, se inscribió en el Registro Nacional de Lugares Históricos. También es el Monumento Histórico de California número 4  y forma parte del Parque Histórico Estatal de Sonoma.

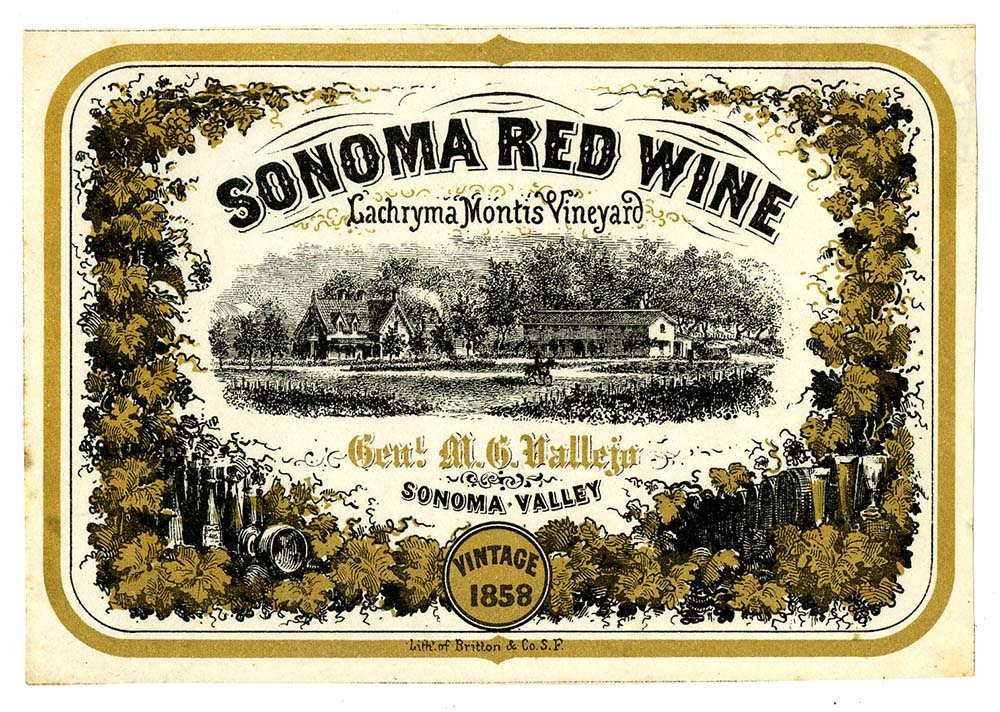
Etiqueta de vino, viñedo Lachryma Montis, vino tinto Sonoma 1858. Archivos de la Sociedad Histórica de California